# Koreatown (Los Angeles)

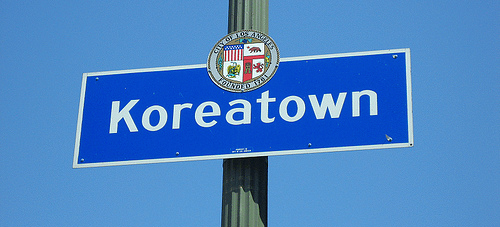

Koreatown oder zuweilen auch kürzer K-Town ist ein Stadtteil der US-amerikanischen Großstadt Los Angeles im Bundesstaat Kalifornien. Es gilt als das bekannteste Koreatown und die größte Ansiedlung von Koreanern außerhalb der koreanischen Halbinsel.

## Lage
Koreatown reicht vom Beverly Boulevard im Norden bis zum Olympic Boulevard im Süden. Es grenzt an Larchmont, East Hollywood und Silver Lake im Norden und Nordosten, Westlake im Osten, Arlington Heights, Harvard Heights und Pico-Union im Süden, sowie an Mid-Wilshire und Windsor Square im Westen. Durch das Viertel führt der Wilshire Boulevard.
Von der Fläche übertrifft Koreatown die beiden älteren Enklaven Chinatown und Little Tokyo zusammen.

## Bevölkerung

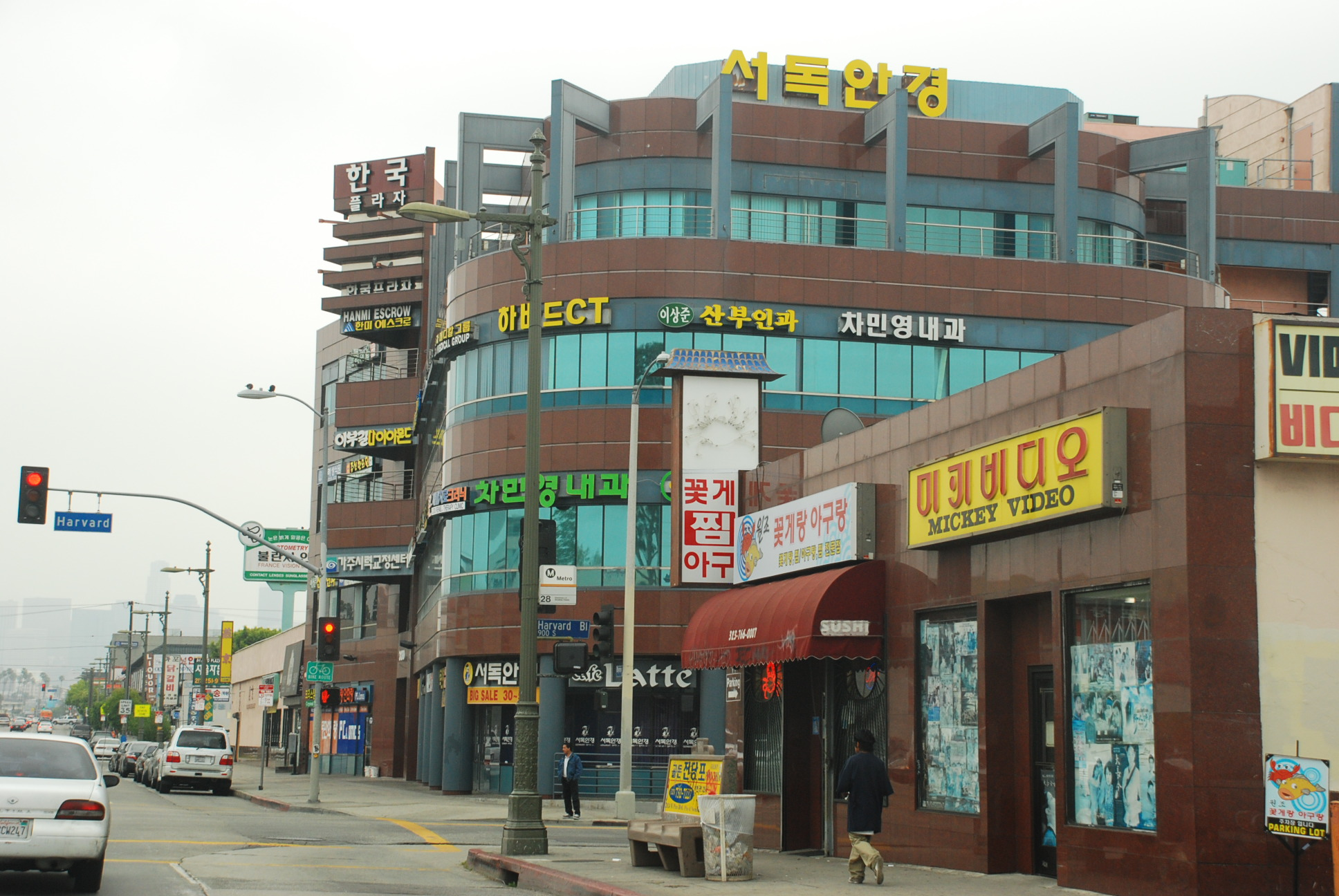
Gebäude in Koreatown am Olympic Boulevard.

Laut der Volkszählung 2000 lebten in dem Stadtteil Koreatown 115.070 Personen. Nach den Schätzungen der Planungskommission der Stadt Los Angeles lebten 2008 124.281 Menschen in Koreatown. Es ist eines der Viertel von Los Angeles mit der höchsten Bevölkerungsdichte.
Entgegen dem Namen, der eine ethnische Enklave von Koreanern bzw. koreanischen Amerikanern andeutet, waren aber 53,5 % der Bewohner Latinos und nur 32,2 % stammten aus Asien. Korea ist aber mit 21,2 % das knapp zweithäufigste Herkunftsland, nach Mexiko (22,4 %). Die Mexikaner ihrerseits stammen zum größten Teil aus dem Bundesstaat Oaxaca. 68 % der Bewohner wurden außerhalb der USA geboren. Unter diesen Zuwanderern sind Koreaner mit 28,6 % die größte Gruppe. Es ist in Los Angeles allerdings auch nicht ungewöhnlich, dass bei ausgewiesenen Enklaven die namenstragende Ethnie in der Minderheit ist. So stammen nur etwa 5 % der Einwohner von Thai Town in East Hollywood aus Thailand und nur etwa 25 % der Bewohner von Historic Fillipinotown in Echo Park von den Philippinen. Obwohl Koreaner nicht in der Mehrheit sind, ist das Koreatown von Los Angeles die größte Ansammlung von Koreanern außerhalb des koreanischen Mutterlandes.
Die Bevölkerungsgruppen in Koreatown koexistieren nebeneinander, mit Restaurants und Geschäften, die sich vor allem an die eigene ethnische Gruppe richten.

## Geschichte

### Ambassador District

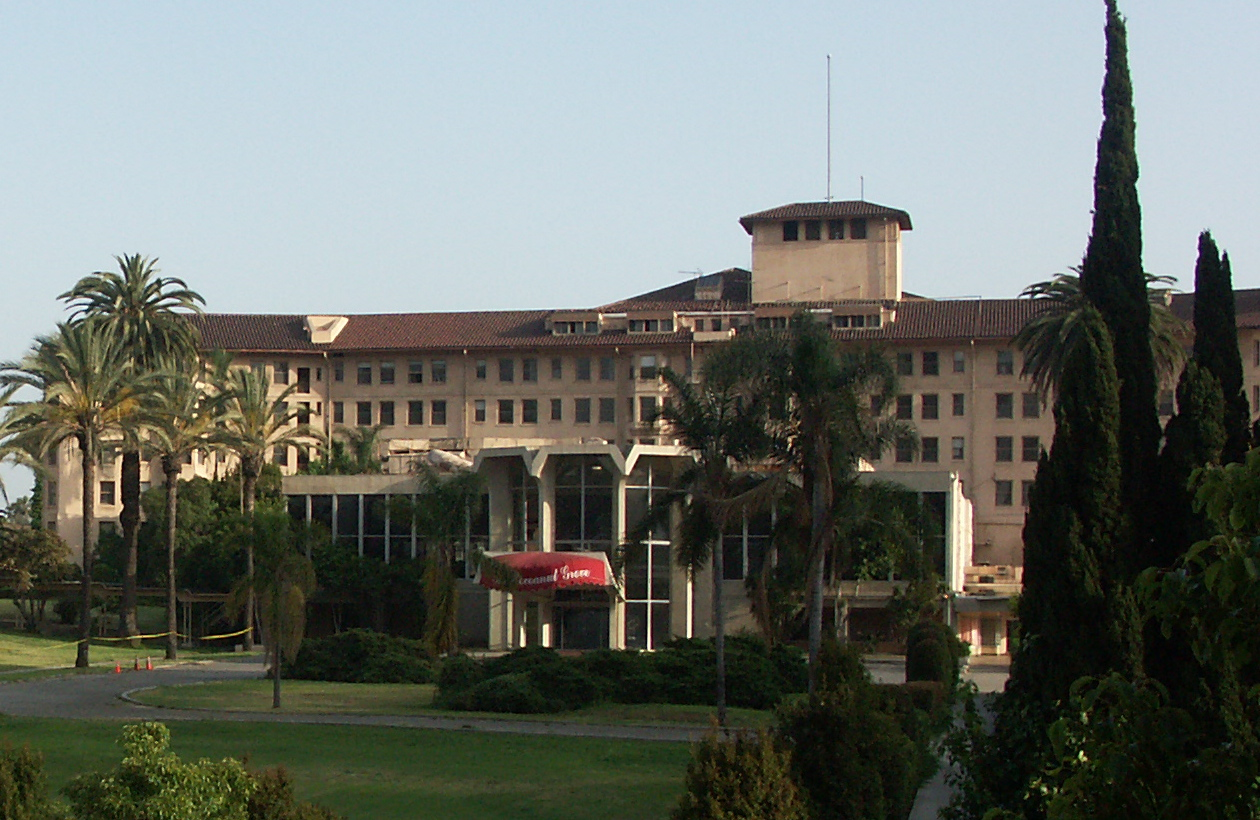
Das bereits geschlossene Gebäude des Ambassador Hotels.

Das heutige Koreatown war ursprünglich bekannt als Ambassador District, benannt nach dem Ambassador Hotel. Das am 1. Januar 1921 von Myron Hunt errichtete und im Inneren später von Paul R. Williams ausgestaltete Hotel befand sich damals 3 Meilen außerhalb von Los Angeles, am damals noch unbefestigten Wilshire Boulevard. Kurz darauf eröffnete der zum Hotel gehörende Nachtklub Cocoanut Grove. Er zog Filmstars wie Rudolph Valentino, Charlie Chaplin, Joan Crawford, Errol Flynn, James Stewart, Lucille Ball, Gary Cooper, Cary Grant und Katharine Hepburn an. Im Hotel stiegen alle US-Präsidenten von Herbert Hoover bis Richard Nixon ab. Das Hotel war sechsmal die Stätte für die Oscar-Verleihungen. Das Ende des allmählich seinen Glanz verlierenden Hotels wurde 1968 eingeleitet, als dort Robert F. Kennedy ermordet wurde. 1989 wurde es endgültig geschlossen. An seiner Stelle steht heute die dem Vereinigten Schulbezirk von Los Angeles unterstehende Robert F. Kennedy Community School, das teuerste Gebäude einer öffentlichen Schule in den Vereinigten Staaten.
Der Ambassador District war wie andere amerikanische Innenstadtgebiete nach dem Zweiten Weltkrieg vom Wegzug wohlhabenderer Amerikaner in die Vorstädte (Suburbs) betroffen. Das Viertel kam ab den 1960er Jahren herunter.

### Entwicklung von Koreatown
Eine Zuwanderung aus Korea nach Kalifornien war ab dem Ende des 19. Jahrhunderts zu bemerken. In Los Angeles bildete sich im ersten Jahrzehnt des 20. Jahrhunderts am Bunkerhill im heutigen Downtown Los Angeles eine kleine Gemeinde um das Haus des politischen Aktivisten Ahn Changho. In den 1930ern verlagerte sich die kleine koreanische Gemeinde nach West Adams. Es kam in der Nachkriegszeit und vermehrt ab den 1960er Jahren zur Einwanderung von Koreanern. Diese Ansiedlungen waren aber weit weniger kompakt als etwa die der Chinesen in Chinatown oder die der Japaner in Little Tokyo.
Um 1970 lebten im Großraum Los Angeles etwa 10.000 Koreaner, aber ohne eigenes kulturelles oder geografisches Zentrum. Das änderte sich, als der über Deutschland eingewanderte Koreaner Hi Duk Lee 1971 den Olympic Market an der West Avenue eröffnete und sein Geschäft mit koreanischen Waren bestückte. Sein Geschäft war ein so großer Erfolg, dass er Grundstücke erwerben konnte, um eine koreanische Einkaufspassage und ein koreanisches Restaurant zu errichten. Um diese Unternehmen begannen sich zunächst kleinere koreanische Geschäfte und Restaurants anzusiedeln, und schließlich begannen koreanische Unternehmen und Banken in das Viertel zu investieren und Filialen zu errichten. 1980 wurde durch Bürgermeister Tom Bradley Koreatown als Viertel anerkannt. Allerdings wurde hierbei nicht der genaue Umfang festgelegt.
Während der Unruhen in Los Angeles 1992 brannten Teile von Koreatown. Die Polizei hielt sich wegen der geringen politischen Bedeutung der koreanischen Gemeinde mit dem Schutz zurück. Dies führte unter den koreanischen Amerikanern zur Erkenntnis, dass es notwendig sei, politischen Einfluss zu erlangen. In der Folge bewegten sie sich von konservativen Positionen zum politischen Zentrum hin.
Die Grenzen Koreatowns wurden erst 2010 festgelegt, einschließlich der Anerkennung der in Koreatown enthaltenen ethnischen Enklave Little Bangladesh an der 3. Straße. In einer Volksabstimmung wurde 2018 das Vorhaben, Little Bangladesh als selbständiges Viertel abzuspalten, mit großer Mehrheit abgelehnt.

## Kultur

### Architektur

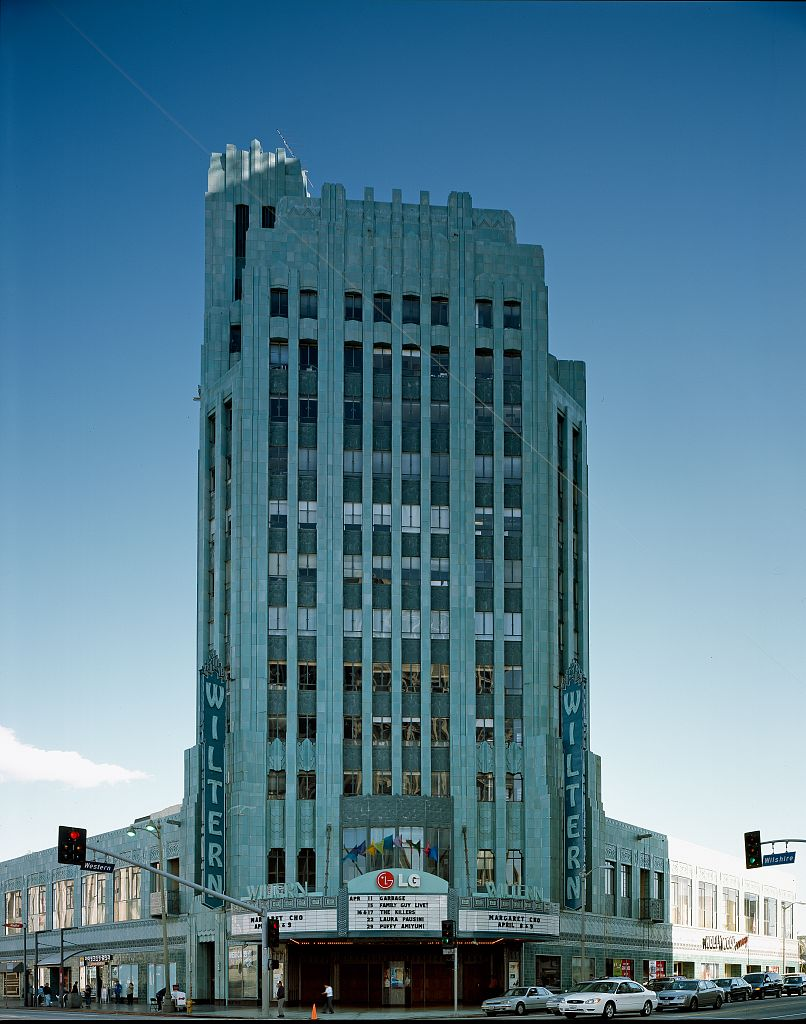
Das Wiltern Theatre am Wilshire Boulevard.

Der von Ost nach West durch Koreatown führende Wilshire Boulevard ist Adresse einiger der bekanntesten architektonischen Werke des Stadtteils. Einige entstanden in der Hochzeit des Ambassador Hotels. An dieser Straße findet sich an der Kreuzung Wilshire/Western das im Art-déco-Stil erbaute und 1931 eröffnete grüne Witern Theatre. Ebenfalls im Stile des Art déco wurde das 1931 eröffnete Willard H. George Building, ein Kaufhaus, errichtet. Das 1939 errichtete und heute Wilshire Galeria genannte Gebäude ist ein weiteres Beispiel der Architektur aus der Zeit des Ambassador Hotels. An der 6th Street befindet sich der 1928 errichtete und 1990 grundlegend renovierte Chapman Park Market. Es handelt sich um den ersten Drive-In-Markt in den Vereinigten Staaten.

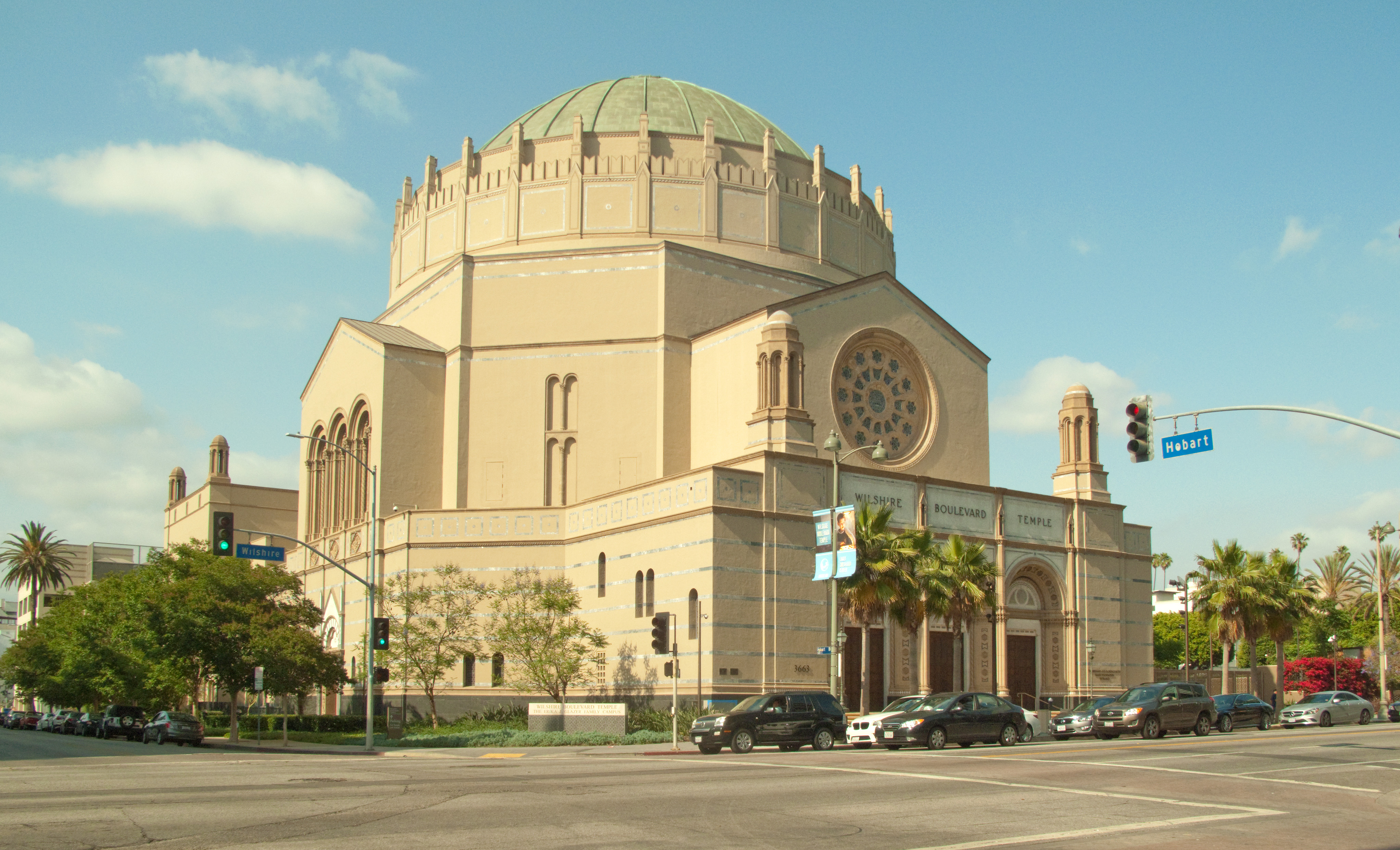
Der Wilshire Boulevard Temple.

An nennenswerter Sakralarchitektur stehen die katholische Kirche St. Basil, die Immanuel Presbyterian Church und die Synagoge Wilshire Boulevard Temple am Wilshire Boulevard. St. Basil ist ein 1969 vollendetes brutalistisches Kirchengebäude. Es ersetzte die ältere, 1920 erbaute St.-Basil-Kirche. Der Bau war wegen der erheblichen Kosten umstritten. Die 1928 errichtete Immanuel Presbyterian Church ist im historistischen Stil der Neugotik errichtet. Die 1929 errichtete Synagoge Wilshire Boulevard Temple der B’nai B’rith wurde errichtete, um der wachsenden Gemeinde Raum zu bieten. Die von byzantinischer Architektur inspirierte Synagoge galt als einflussreiche Reform-Synagoge und als „Synagoge der Stars“ wegen der Mitglieder der Hollywood-Elite, die Gemeindemitglieder waren.
Im Herzen Koreatowns findet sich als programmatische Architektur das Cafe Jack, das durch den Film Titanic inspiriert wurde und optisch nach der Titanic im Film gestaltet wurde.
Es ist geplant, ein Museum für koreanische Amerikaner an der Kreuzung von Vermont und 6th Street zu errichten. Das Gebäude dieses Korean American National Museum soll Elemente traditioneller koreanischer und moderner Architektur aufgreifen.

### Bibliotheken

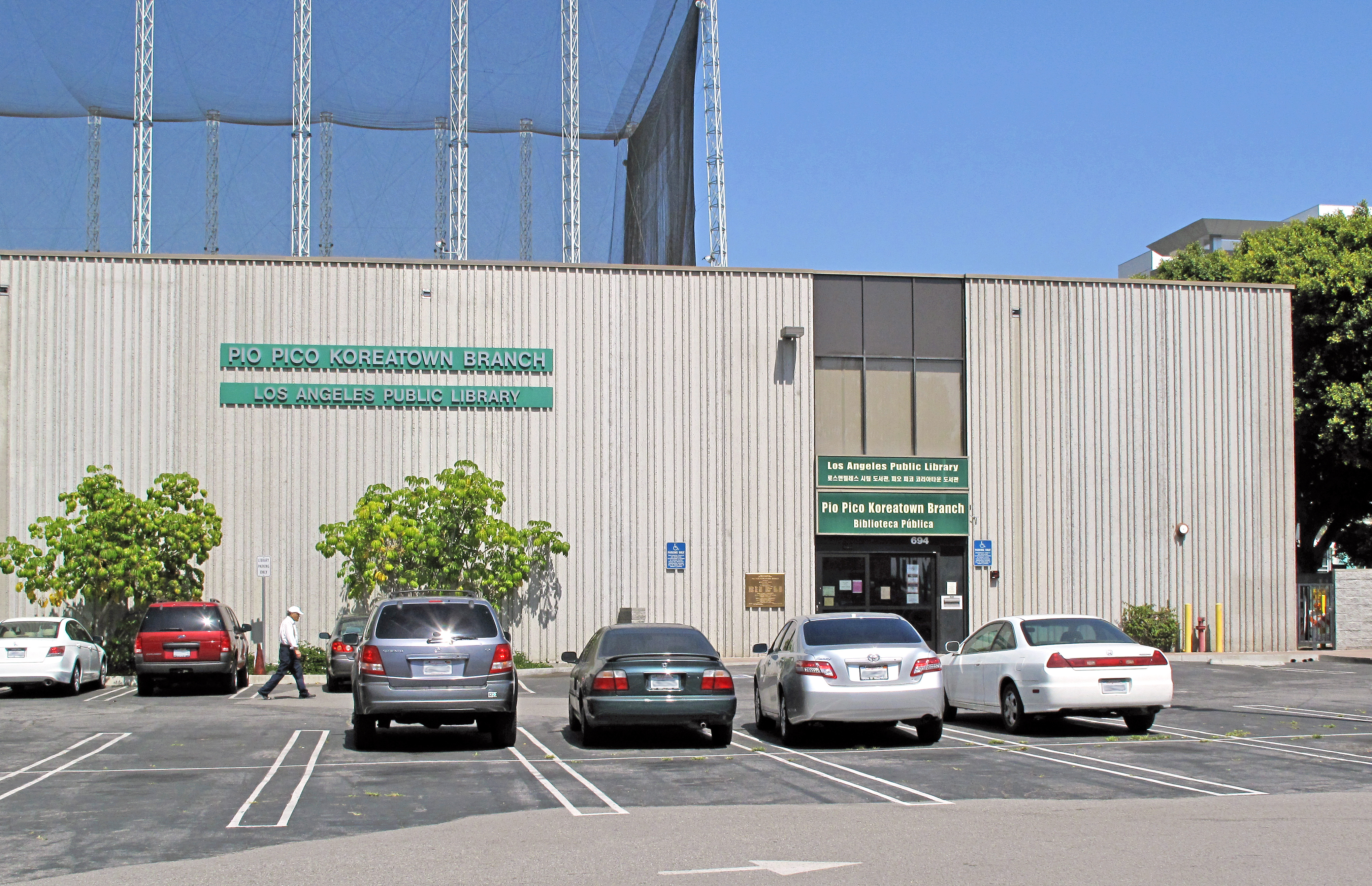
Pio Pico Koreatown Library Branch.

Die öffentliche Bibliothek der Stadt Los Angeles unterhält in Koreatown die nach Pio Pico, dem letzten mexikanischen Gouverneur Kaliforniens, benannte Pio Pico - Koreatown Branch Library als Niederlassung. Die Sammlung umfasst unter anderem Medien in Koreanisch und Spanisch. Zusätzlich beheimatet diese Niederlassung eine Sammlung von Zines.